# Девятнадцатая поправка к Конституции США

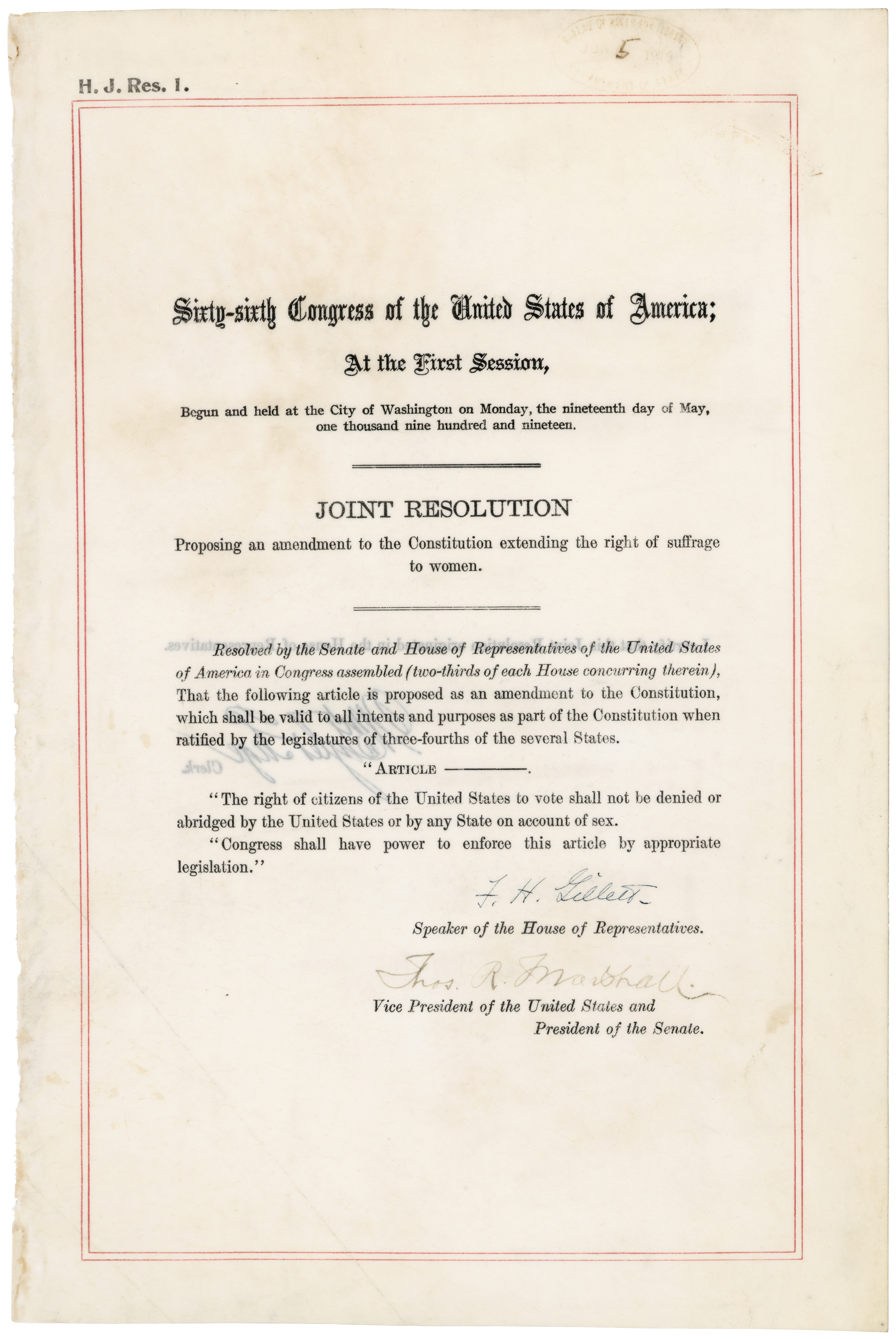
Оригинал девятнадцатой поправки

Девятнадцатая (XIX) поправка к Конституции США (англ. Nineteenth Amendment (Amendment XIX) to the United States Constitution) гарантирует активное избирательное право для женщин. Она была принята Конгрессом 18 августа 1920 года.
Поправкой были удовлетворены многолетние требования суфражисток. Поправка была написана Сьюзен Энтони и Элизабет Стентон и внесена в Конгресс в 1878 году. Поправка была принята лишь в 1920 году, а затем, год спустя, была ратифицирована необходимым числом штатов.
В 1922 году поправка была оспорена в Верховном суде США, который, однако, единогласным решением отклонил иск и подтвердил, что девятнадцатая поправка является частью Конституции США.

## Текст
Право голоса граждан Соединённых Штатов не должно отрицаться или ограничиваться Соединёнными Штатами или каким-либо штатом по признаку пола.
Конгресс имеет право обеспечить исполнение настоящей поправки принятием соответствующего законодательства.
Оригинальный текст (англ.)The right of citizens of the United States to vote shall not be denied or abridged by the United States or by any State on account of sex.

Congress shall have power to enforce this article by appropriate legislation.
— 

## Борьба за избирательное право женщин до введения поправки
Конституция США, принятая в 1789 году, оставила неопределённым вопрос о правах женщин. Определять их имели право штаты, которые отказали женщинам в праве голоса (кроме Нью-Джерси, дававшего женщинам право голосовать на выборах до 1807 года).
Хотя отдельные выступления за права женщин существовали всегда, лишь с Конференцией 1848 года в Нью-Йорке было официально положено начало движению за права женщин. Право голоса, однако, не было ключевым в их борьбе. Первые случаи внесения предложений о введении права голоса для женщин в отдельных штатах отмечены незадолго до гражданской войны, хотя, как правило, эти предложения даже не выносились на голосование.
Движение за право голоса для женщин пережило расцвет во время периода реконструкции (1865—1877 годы), сразу после гражданской войны. В этот период лидеры женского движения стали требовать введения всеобщего избирательного права для женщин и настаивать на включении этого пункта в «антирабские» поправки. Однако их усилия не увенчались успехом.

Право голоса у женщин накануне принятия девятнадцатой поправки (1920 год)
Полные избирательные права
Права голоса на выборах Президента США
Право участия в предварительных выборах (праймариз)
Право голоса на местных выборах
Отдельные избирательные права
право голоса на местных выборах в отдельных городах
право участия в предварительных выборах в отдельных городах
Нет права голоса

В процессе расширения США, при принятии конституций новых штатов, вопрос об избирательных правах для женщин поднимался неоднократно. В штатах Вайоминг, Юта и Вашингтон они были гарантированы конституциями. В других штатах вопросы выносились на голосования, однако редко успешно. На национальном уровне вопрос часто поднимался в Конгрессе и его комитетах.
В 1869 году были созданы две конкурирующие организации: Национальная женская суфражистская ассоциация (NWSA) и Американская женская суфражистская ассоциация (AWSA). Первая из них пыталась добиться права голоса через суды. В своих процессах они доказывали, что, поскольку четырнадцатая поправка гарантирует всеобщее гражданство, а пятнадцатая даёт право голоса вне зависимости от расы, женщины имеют право голоса на выборах. Верховный суд США трижды отклонил их аргументы.
В 1890 году произошло слияние ассоциаций суфражисток и появилась Национальная американская женская суфражистская ассоциация (NASWA). В 1916 году была создана радикальная Национальная женская партия (NWP) во главе с Элис Пол, которая избрала более агрессивную тактику, в том числе устраивая пикеты около Белого дома.

## Принятие поправки
Текст девятнадцатой поправки был написан Сьюзен Энтони вместе с Элизабет Стентон. Предложенная поправка была внесена в Сенат США и была названа «Поправка Энтони». Официально поправку внёс сенатор от Калифорнии Аарон Саржент, который познакомился с Энтони в поезде в 1872 году. После знакомства Саржент стал известным защитником прав женщин. Он часто пытался включить избирательное право для женщин в различные законопроекты, но конституционную поправку внёс лишь в январе 1878 году. Стентон и другие женщины выступали перед сенатским комитетом, после чего поправка была вынесена на голосование. Предложение было отклонено при 16 голосах против 34.
Прошло более тридцати лет. В этот период суфражистки добивались права голоса в отдельных штатах. Новый виток борьбы начался в 1910 году, когда Калифорния неожиданно поддержала женщин. В последующие годы её примеру последовали многие штаты. Этот успех был подкреплён результатами выборов 1912 года, на которых значительную поддержку получили Прогрессивная и социалистическая партии. Одновременно президентом был избран Вудро Вильсон, сторонник суфражисток. Однако в 1914 году Сенат снова отклонил поправку.
12 января 1915 года поправка была вынесена на голосование Палаты представителей, но не набрала 2/3 голосов (204 против 174 депутатов). Ещё одна попытка была сделана 10 января 1918 года. Накануне голосования Президент Вильсон обратился к палате с просьбой поддержать поправку. Поправка была принята с перевесом всего в один голос. Затем вопрос был поставлен на голосование в Сенате, где, несмотря на пламенное выступление Президента, был отклонен. Для принятия решения не хватило всего двух голосов. 10 февраля 1919 года, во время повторного голосования, поправке не хватило одного голоса.
Многие политики хотели провести поправку до выборов 1920 года. В связи с этим Президент созвал внеочередную сессию Конгресса, на которой снова была рассмотрена «Поправка Энтони». 21 мая 1919 года Палата представителей оказала ошеломительную поддержку — поправка набрала на 42 голоса больше, чем требовалось. 4 июня 1919 года, после продолжительной дискуссии, Сенат поддержал поправку (56 против 25-и сенаторов). Через несколько дней Иллинойс, Висконсин и Мичиган ратифицировали поправку. Тридцать шестым штатом стал Теннесси, который принял поправку 18 августа 1920 года. За неё проголосовало 50 из 99 членов теннесийского парламента.

## Последствия
Многие политики опасались появления серьёзных женских блоков, способных одержать победу на выборах. В Конгрессе стали принимать законы, обеспечивающие социальные гарантии женщинам. Однако женских политических партий не возникало до 1950-х годов.